# Artabotrys fragrans
Artabotrys fragrans este o specie de plante angiosperme din genul Artabotrys, familia Annonaceae, descrisă de Suzanne Ast. Conform Catalogue of Life specia Artabotrys fragrans nu are subspecii cunoscute.